# Шанхайский маглев
Шанха́йский магле́в (кит. 上海 磁浮 示范 运营 线, Ша̀нхǎй цы́фу́ шѝфа̀нь ю̀ньи́н ся̀нь, шанхайский Transrapid) — самая быстрая коммерческая железнодорожная линия на магнитном подвесе. Соединяет станцию шанхайского метро Лунъян Лу с международным аэропортом Пудун и преодолевает расстояние 30 км приблизительно за 7 минут 20 секунд, разгоняясь до скорости 431 км/ч и удерживая её на протяжении примерно 1,5–2 мин.
В основу проекта были заложены технологии, отработанные в ходе разработки германского проекта Maglev на трассе длиной 31,5 км между Дёрпеном и Латеном.
Построен по заказу властей Шанхая немецким консорциумом Transrapid, включавшем компании Siemens (поезда Transrapid 08) и ThyssenKrupp (дорога) в 2001—2003 годах. Стоимость проекта порядка 1,3 млрд долларов США (10 млрд юаней), введена в эксплуатацию 1 января 2004 года. В 2004—2006 годы оператор линии заявил об убытках, превышающих 1 млрд юаней.
Значительная часть трассы проложена по заболоченной местности. Каждая опора эстакады располагается на бетонной подушке, установленной на скальном основании. В некоторых местах толщина этой подушки достигает 85 метров.
Цена билета — 50 юаней (примерно 7,5 долларов), 40 юаней по транспортной карте Шанхайского метро. Для авиапассажиров — 40 юаней экономкласс и 80 юаней бизнес-класс.

## Проект продления линии

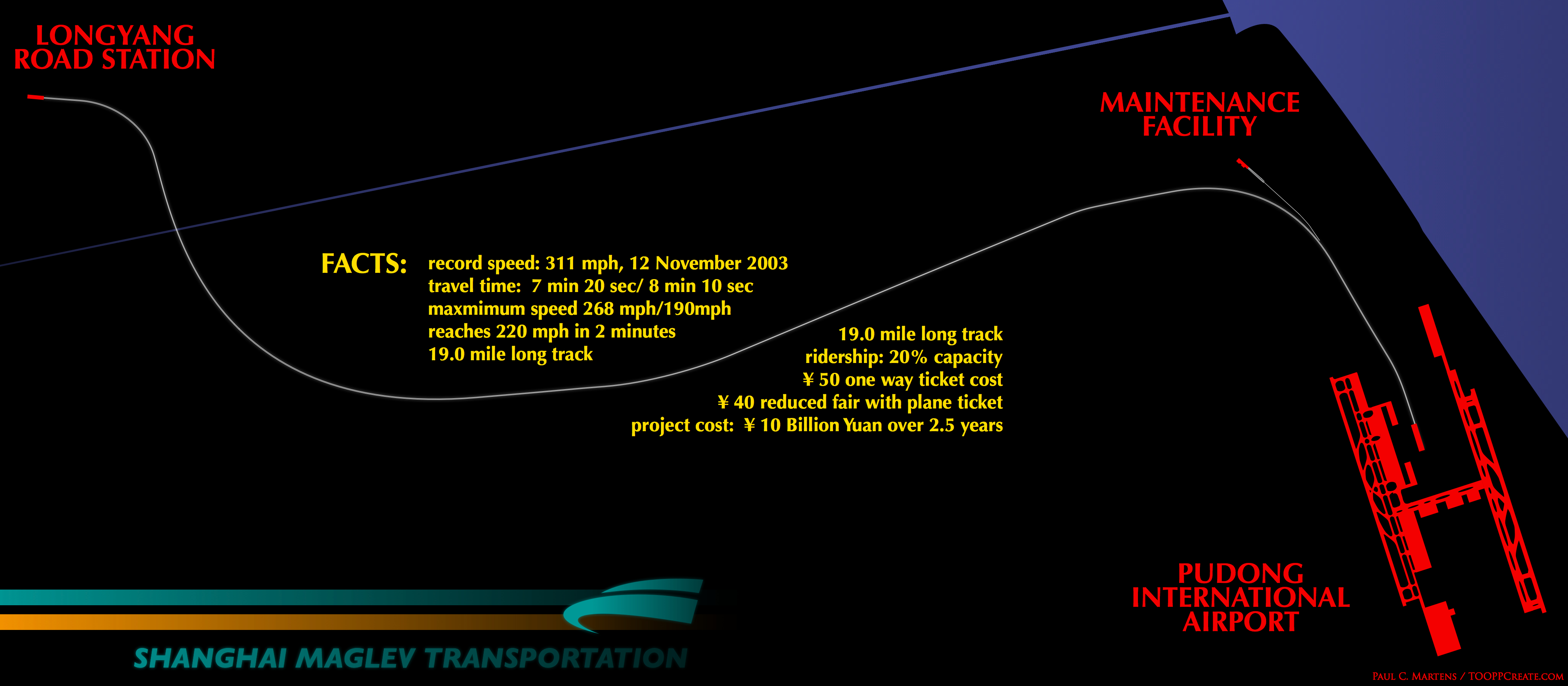
Существующий маршрут линии шанхайского маглева.

Поначалу было объявлено о проекте продления к 2010 году линии до аэропорта Хунцяо и далее на юго-запад до Ханчжоу, столицы провинции Чжэцзян, после чего её длина должна была составить 175 км. Однако в 2008 году строительство было приостановлено и сроки передвинуты до 2014 года. Так как в октябре 2010 была пущена в эксплуатацию высокоскоростная железная дорога Шанхай — Ханчжоу, продление Маглева считается нереальным, хотя о прекращении строительства объявлено не было.

## Станции
- Международный аэропорт Пудун (浦东国际机场) — имеется пересадка на линию 2
- Лунъян Лу (龙阳路) — имеется пересадка на линии 2, и 7[англ.], 16[англ.].